# Krystyna Tolewska
Krystyna Tolewska (ur. 8 czerwca 1955 w Łodzi) – polska aktorka teatralna i filmowa.
Absolwentka łódzkiej filmówki. Artystka scen łódzkich: Teatru Nowego (1978–1993) i Teatru im. S. Jaracza w Łodzi (od 1993).

## Role teatralne
- Sędziowie S. Wyspiańskiego, reż. A. Wanat – Joas
- Pan Jowialski A. Fredry, reż. J. Kreczmar – Helena
- Świętoszek Moliera, reż. B. Korzeniewski – Marianna
- Rodzina A. Słonimskiego, reż. J. Dziewoński – Helena
- Vatzlav S. Mrożka, reż. K. Dejmek – Hurysa
- Uciechy staropolskie, reż. K. Dejmek – Dziewczyna
- Zwłoka F. Dürrenmatta, reż. K. Dejmek
- Opowieść zimowa W. Szekspira, reż. K. Skuszanka – Darka
- Pierwszy dzień wolności L. Kruczkowskiego, reż. W. Pilarski
- Król Edyp Sofoklesa, reż. R. Brzyk – Jokasta
- Agnes od Boga J. Pielmeiera, reż. M. Grzegorzek – Pani psycholog
- Romeo i Julia W. Szekspira, reż. W. Zawodziński – Niania

## Filmografia
- 1976: Latarnik jako Mary, córka konsula
- 1978: Lekcja martwego języka
- 1983: Adopcja